# Orient – Deutsche Zeitschrift für Politik, Wirtschaft und Kultur des Orients
Orient – Deutsche Zeitschrift für Politik, Wirtschaft und Kultur des Orients ist eine in Berlin erscheinende englischsprachige Zeitschrift für Politik, Wirtschaft, Religion und Gesellschaft des Nahen Ostens. Jede Ausgabe konzentriert sich auf ein Schwerpunktthema. Orient positioniert sich an der Schnittstelle zwischen Wissenschaft und den Interessen der Wirtschafts- und Medienwelt. Die Zeitschrift veröffentlicht wissenschaftliche Originalartikel und ein breites Angebot an Buchbesprechungen. Sie erscheint mit vier Ausgaben pro Jahr und einer Printauflage von mehr als 2500 Exemplaren. Herausgegeben wird die Zeitschrift vom Deutschen Orient-Institut, das 1960 vom Nah- und Mittelost-Verein gegründet wurde.